# ميلاد إسرائيل (فلم وثائقي)
قبل ستين عاما أنشأت مجموعات من الصهاينة كيانا جديد في أرض فلسطين تحت اسم إسرائيل. وذلك في أعقاب الانتداب البريطاني على فلسطين. وبالنسبة للفلسطينيين، الذين طُردوا من منازلهم في هذه العملية تُعرف هذه الذكرى بـ (النكبة)، بينما يسميها الإسرائيليون بـ (حرب الاستقلال الإسرائيلية). جيرمي بوين محرر بي بي سي في الشرق الأوسط يدرس الأحداث التي أدت إلى الصراع والحرب نفسها، وترك إرث دائم لمنطقة الشرق الأوسط.

## ملخص
يوضح الفيلم التناقض بين المجتمع اليهودي المتنامي في فلسطين (الحركة الصهيونية) والسكان الأصليين والذين هم بشكل رئيسي عرب مسلمين.
في عام 1917، كان ثلثا السكان تقريبا 600,000 عربي، المناطق الريفية والقرى القائمة كانت مكونة من الولايات المحلية والعشائرية مع بعض المدن. ما صدر عن «قيادة» القومي العربي واستند في المدن، على الرغم من وجود هوية وطنية قليلة. تهيمن العائلات المتنافسة اثنين أو ثلاثة المعمول بها على السياسة الفلسطينية.